# Nixtamal
El nixtamal (del náhuatl nextli "cenizas de cal" y tamalli "masa de maíz cocido") es un alimento producido a partir de granos de maíz secos que han sido tratados con un álcali, en un proceso llamado nixtamalización.

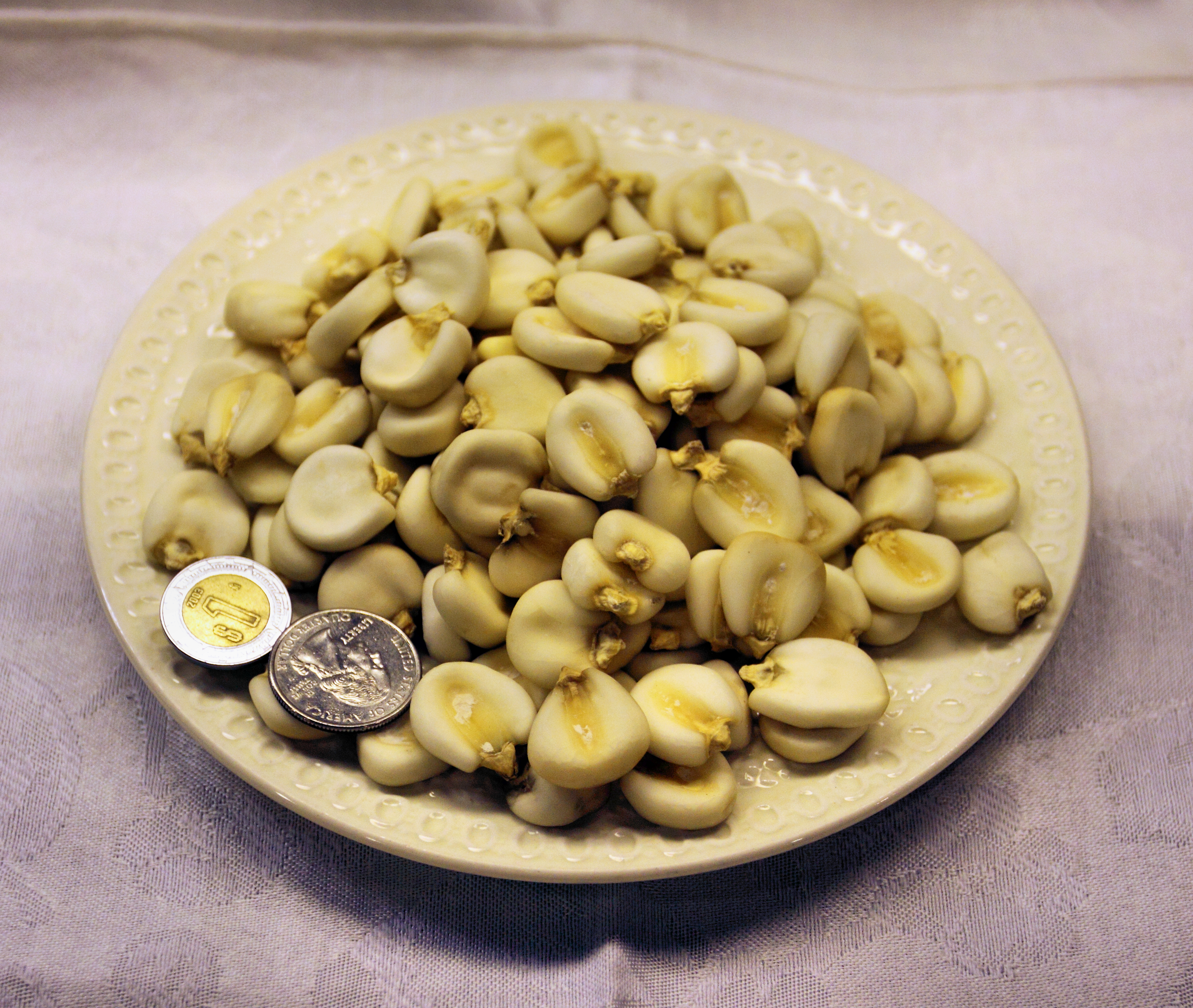
Nixtamal seco (sin cocer). Las monedas de 25 centavos y de un peso se muestran a escala.

## Historia
El proceso de nixtamalización ha sido fundamental en la cocina mesoamericana desde la antigüedad. La cal utilizada para tratar el maíz puede obtenerse de distintos materiales. Entre los mayas lacandones que habitaban las tierras bajas tropicales del este de Chiapas, el polvo cáustico se obtenía tostando al fuego conchas de agua dulce durante varias horas. En las zonas altas de Chiapas y en gran parte de la península de Yucatán, el valle del río Belice y la cuenca del Petén, la piedra caliza se utilizaba para hacer cal hidratada para remojar los granos sin cáscara. Los Mayas utilizaban el nixtamal para producir cervezas que se parecían más a la chicha que al pulque. Al introducir bacterias en el nixtamal, se creaba un tipo de masa fermentada.

## Producción
Para elaborar el nixtamal, se seca el grano de maíz y se trata remojando y cociendo el grano maduro (duro) en una solución diluida de hidróxido de sodio (hidróxido de potasio) (que puede obtenerse a partir de agua y ceniza de madera) o de cal hidratada (hidróxido de calcio procedente de la piedra caliza). A continuación, el maíz se lava a fondo para eliminar el sabor amargo del hidróxido de sodio o la cal. La alcalinidad ayuda a disolver la hemicelulosa, el principal componente adhesivo de las paredes celulares del maíz, desprende las cáscaras de los granos y ablanda el maíz. Además, al remojar el maíz en hidróxido de sodio se mata el germen de la semilla, lo que impide que brote mientras está almacenado. Por último, además de proporcionar una fuente de calcio dietético, el hidróxido de sodio o la cal reaccionan con el maíz para que el tracto digestivo pueda asimilar el nutriente niacina. La gente consume el nixtamal en granos intactos, lo muele en partículas del tamaño de la arena para hacer sémola o lo convierte en harina.
En la cocina mexicana, el nixtamal se muele finamente para hacer masa. La masa fresca seca y pulverizada se denomina masa seca o masa harina. Parte del aceite de maíz se descompone en agentes emulsionantes (monoglicéridos y diglicéridos) y facilita la unión de las proteínas del maíz entre sí. El calcio divalente de la cal actúa como agente reticulante de las cadenas laterales ácidas de proteínas y polisacáridos. La harina de maíz molido sin tratar no puede formar una masa con la adición de agua, pero los cambios químicos en la masa (también conocida como masa nixtamalera) hacen posible la formación de masa, para tortillas y otros alimentos.

## Recetas
En la cocina mexicana, la masa nixtamalera se cuece con agua y leche para hacer una bebida espesa, parecida a las gachas, llamada atole. Cuando lo preparan con chocolate y azúcar, se convierte en atole de chocolate. Añadiendo anís y piloncillo a esta mezcla se crea el champurrado, una bebida popular para el desayuno.
En inglés, se usa el término hominy, que deriva de la palabra en lengua powhatan para designar el maíz preparado (cf. Chickahominy). Rockihominy, un alimento popular en los caminos del siglo XIX y principios del XX, es maíz seco, tostado hasta que adquiere un color dorado y molido hasta obtener una harina muy gruesa, casi como sémola de maíz. 
Muchas otras culturas indígenas americanas también elaboraban el nixtamal y lo integraban en su dieta. Los cheroqui, por ejemplo, hacían sémola de maíz remojando el maíz en una solución débil de hidróxido de sodio producida por la lixiviación de ceniza de madera dura con agua, y luego lo batían con una kanona (ᎧᏃᎾ), o batidora de maíz. Con la sémola preparaban una sopa tradicional de nixtamal (gvnohenv amagii ᎬᏃᎮᏅ ᎠᎹᎩᎢ) que dejaban fermentar (gvwi sida amagii ᎬᏫ ᏏᏓ ᎠᎹᎩᎢ), cornbread, dumpling (digunvi ᏗᎫᏅᎢ), o, en tiempos posteriores al contacto, fritos con tocino y cebollas verdes.

Las recetas a base de sémola de maíz incluyen el pozole (un guiso mexicano de sémola de maíz y carne de cerdo, pollo u otra carne), el pan de sémola de maíz, el chile de sémola de maíz, el cerdo con sémola de maíz, los guisos y los platos fritos. En América Latina existe una variedad de platos denominados mote. El nixtamal se puede moler grueso para hacer sémola, o en una masa fina que se utiliza mucho en la gastronomía latinoamericana. Muchas islas de las Antillas, sobre todo Jamaica, también utilizan el nixtamal (conocido como harina de maíz o polenta, aunque es diferente de la polenta italiana) para hacer una especie de gachas con almidón o harina de maíz para espesar la mezcla y leche condensada, vainilla y nuez moscada. En Filipinas, el nixtamal (tagalo: lagkitan) es el componente principal del postre binatog.El nixtamal también se utiliza como alimento para animales.

## Nutrición
La sémola de maíz en conserva (escurrida) se compone de un 83% de agua, un 14% de hidratos de carbono, un 1% de proteínas y un 1% de grasa (tabla). Una ración de 100 gramos del nixtamal aporta 72 calorías y es una buena fuente de zinc (10-19% del valor diario). El nixtamal también aporta fibra alimentaria. Otros nutrientes se encuentran en cantidades bajas (tabla).